# Langues peba-yaguanes
Les langues peba-yaguanes sont une famille de langues amérindiennes d'Amérique du Sud, parlées dans le Nord-Ouest de l'Amazonie, au Pérou.

## Classification
- Le yagua
- Le peba
- Le yameo

Seul le yagua est encore parlé.